# Chalcostephia flavifrons
Chalcostephia flavifrons е вид водно конче от семейство Libellulidae. Видът не е застрашен от изчезване.

## Разпространение
Разпространен е в Ангола, Бенин, Ботсвана, Буркина Фасо, Габон, Гамбия, Гана, Гвинея, Гвинея-Бисау, Демократична република Конго, Екваториална Гвинея, Етиопия, Замбия, Зимбабве, Камерун, Кения, Кот д'Ивоар, Либерия, Мадагаскар, Малави, Мозамбик, Намибия, Нигерия, Сенегал, Сиера Леоне, Танзания, Того, Уганда и Южна Африка.